# Ceratina pulchripes
Ceratina pulchripes là một loài Hymenoptera trong họ Apidae. Loài này được Shiokawa mô tả khoa học năm 2002.